# Svatyně Ise

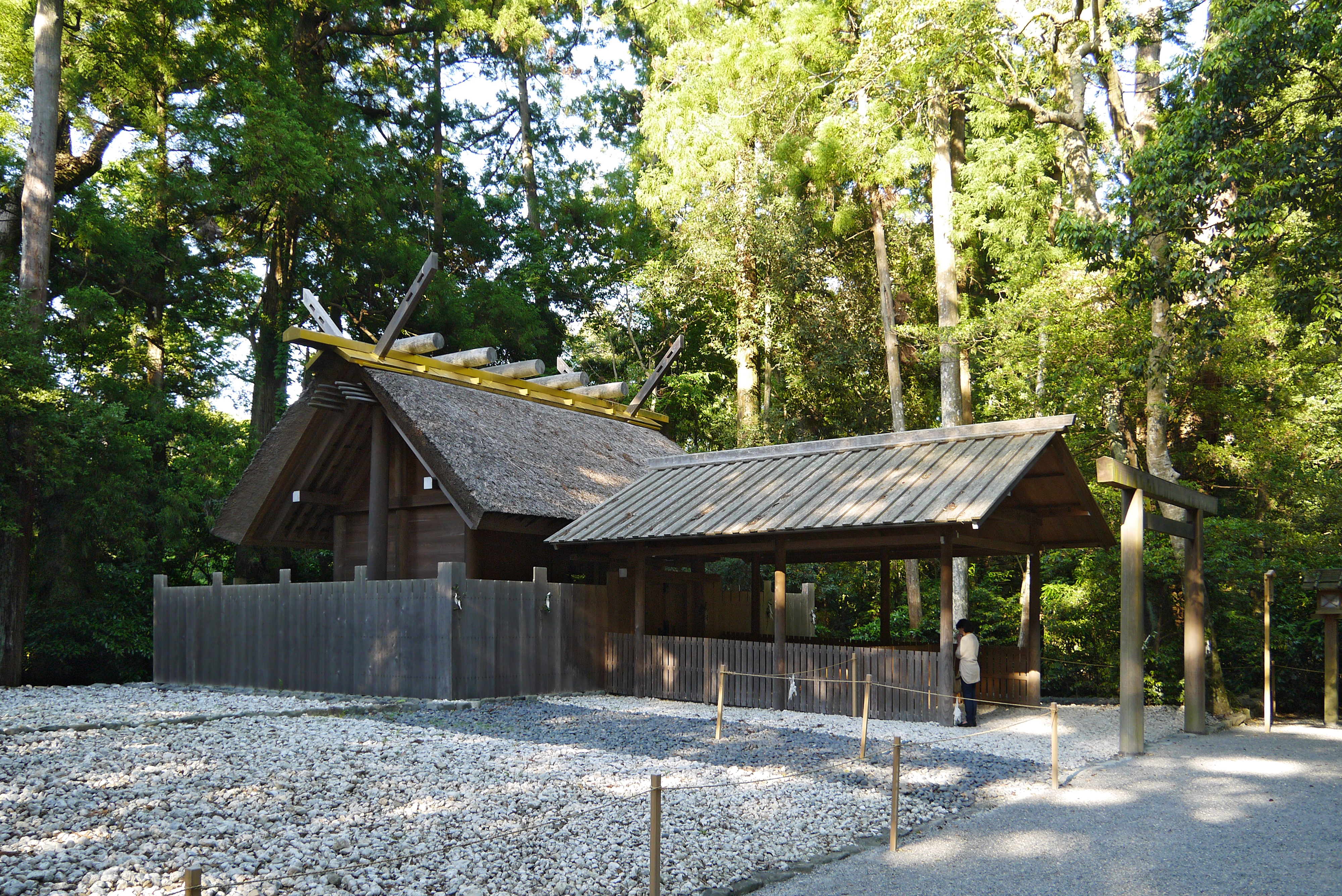
Jedna ze svatyní v Ise

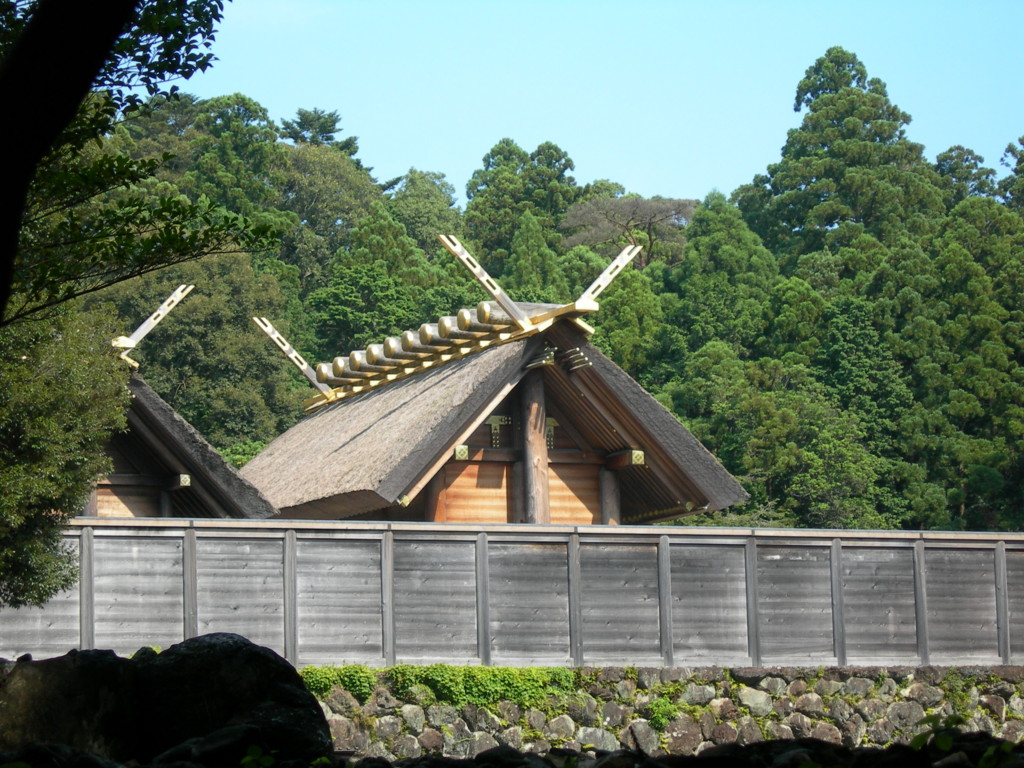
Naikú – Vnitřní svatyně

Svatyně Ise (japonsky: 伊勢神宮, Ise-džingú), jinak také Velká svatyně Ise (伊勢大神宮, Ise Daidžingú), je nejvýznamnější šintoistická svatyně v Japonsku. Je zasvěcena šintoistické bohyni Amaterasu Ómikami a nachází se ve městě Ise v prefektuře Mie.
Také oficiálně známá jen jako Džingú čili „Svatyně“, Ise Džingú je ve skutečnosti komplex sestávající z více než jednoho sta svatyní. Ten je rozdělen do dvou částí. Gekú (外宮) neboli Vnější svatyně leží ve městě Jamada a je zasvěcena božstvu Tojouke no Ómikami (božstvo potravy, oblečení a bydlení), zatímco Naikú (内宮) neboli Vnitřní svatyně leží ve městě Udži a je zasvěcena Amaterasu Ómikami (božská pramáti císařského rodu). Tyto dvě části jsou od sebe vzdáleny asi šest kilometrů a spojuje je stará poutní cesta.
Podle oficiálních údajů vznikly svatyně v roce 4 př. n. l., ale většina historiků je považuje o několik set let mladší. Rok 690 n. l. je považován za datum, kdy byly svatyně poprvé vystavěny v jejich současné podobě. Zmínky o nich jsou už v nejstarších japonských kronikách Kodžiki (712) a Nihonšoki (720). Podle šintoistické tradice se dvě hlavní budovy svatyně postavené ve stylu šinmei každých 20 let stavějí znovu podle přesných plánů a původní technologií. Vedle každé budovy je volný pozemek, na kterém se nové svatyně nejprve postaví s důrazem na zachování každého detailu. Následně se konají bohoslužby, při kterých se božstvo přesune do nové stavby. Poté se po dalších bohoslužbách stará svatyně rozebere a její části se rozdělí mezi přidružené svatyně po celém Japonsku. Současné budovy byly postaveny v roce 2013 a jsou tak už 62. kopií staveb původních.
Během období Edo vyzývaly přidružené svatyně po celém Japonsku k poutím do svatyní v Ise. Každý rok tak svatyně Ise navštívilo v průměru 600 000 až 700 000 poutníků. Výjimkou byly roky 1705 a 1830, kdy se konaly spontánní masové poutě, při nichž dorazilo do Ise 2 až 3 miliony lidí. Pro většinu poutníků znamenala taková pouť jedinou příležitost v jejich životě, kdy se mohli vzdálit ze svých vesnic a městeček.
V Naikú je také uloženo posvátné zrcadlo Jata no kagami – jedna ze tří posvátných japonských císařských regálií.